# Mooney M20

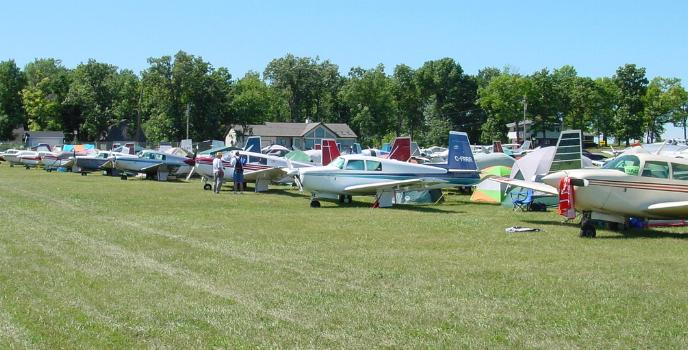
Mooney M20s зібралися на фестивалі Mooney Caravan 2002 у AirVenture, Ошкош, штат Вісконсин

Mooney M20 — сімейство чотиримісних поршневих літаків загальної авіації, гвинтовим приводом, що оснащені низькими крилами та триколісним шассі, виготовлені Mooney International Corporation.
M20 розроблений Алом Муней та вважається його найуспішнішим творінням. Серія випускалася у багатьох варіантах впродовж останніх 60 років — від початкової версії з дерев'яними крилами M20 та M20A 1955 року до M20V Acclaim Ultra, який дебютував у 2016 році. Всього було виготовлено понад 11 000 літаків.
У листопаді 2008 року компанія оголосила, що припиняє все виробництво в результаті рецесії кінця 2000-х років, але все одно надаватиме частини та сервісну підтримку для існуючого флоту. Виробництво M20 відновилося в лютому 2014 року після того як частку в компанії викупили китайські інвестори. З тих пір компанія випустила ще дві моделі M20.

## Розробка
Перед розробкою M20 Аль Муні деякий час розробляв попередні проекти чотиримістного літка, такі як одномісний M-18 Mite що випускався в 1940-х — 1950-х роках. Розробка M20 прискорилася на початку 1953 року, коли компанія переїхала з Вічіти, штат Канзас, в Керрвілл, штат Техас, та коли стало ясно, що розробка M18 Mite наближається до стадії виробництва. Перший політ літака М20 відбувся 3 вересня 1953 р., Літак був сертифікований 24 серпня 1955 р.
У 1955 році компанія продала 10 літаків М20. Через великі витрати при налагодженні виробництва компанія втратила близько 3000 доларів на кожному літаку. У 1956 році компанія поставила 51 літак, а в 1957 році вже 105. Літак привернув увагу тим, що міг досягати швидкості до 170 миль за годину (270 км/год) зі 150 к. с. (110 кВт) двигуном Lycoming O-320. Користовачам прийшлося по душі таке поєднання швидкості та ефективності. У 1958 році була представлена модифікація M20A з більш потужним двигуном 180 к. с. (130 кВт) Lycoming O-360-A1A, і до 1959 року це була єдина запропонована модель із загальним обсягом продажів того року в 231 одиниць. Це був перший рік, коли компанія отримала прибуток. Компанія продовжила виробництво модифікації M20A 1960 році, і поставила клієнтам 166 літаків. Це були останні Mooney, які мали дерев'яні крила та хвіст. На початку історії моделі було кілька випадків руйнації дерев'яних хвостів у польоті, що ставалося через потрапляння вологи та перегнивання конструкція хвоста літака. Наразі, більшість хвостів замінено на цільнометалеві копії, як того вимагає бюлетень Mooney Service M20-170A та Директива про льотну придатність FAA 86-19-10. Не маючи проблем з втомою металу, дерев'яне крило більш витриваліше і, як вважають деякі пілоти, забезпечує більш плавний політ в умовах турбулентності.

### 1960-ті
У січні 1960 року, компанія Mooney переконала Ральфа Хармона піти з Mcdonnel Aircraft в Сент-Луісі, штат Міссурі та очолити команду розробників. Він наполіг на заміні дерев'яних деталей в M20 на алюмінієві. Оновлена суцільнометалева версія літаку M20B була завершена наприкінці 1960 року, менш ніж за рік із дня початку роботи Ральфа. У 1961 році компанія продала 222 літака M20B. Наступного року була презентована наступна модифікація M20C і компанія змогла отримати 336 замовлень.
Відома як Mark 21 а пізніше як Ranger модифікація M20C мала багато покращень в порівнянні з попередньою версією M20B а саме: кращі відхилення керівних поверхонь, зменшені заслінки капота, що покращують охолодження двигуна, покращено очищення вихлопних газів за допомогою системи Hanlon and Wilson, нові дверцятка для доступу до акумулятора, більш потужне посадкове світло, легша підлога та збільшена злітна вага 2575 фунтів (1168 кг), зменшена вага пустого літака, нова панель інструментів та збільшений максимальний кут закрилок в 33 градуси.
У 1963 році була презентована наступна модифікація M20D, що по суті відрізнялася від M20C нерухомим шасі та пропелером із незмінним кроком. Це дозволило значно зменшити ціну літака в порівнянні з M20C. Дана модель просувалася як базовий або тренувальний літак, що має меншу вартість страхування та обслуговування і мала скласти конкуренцію відомому на той час Piper Cherokee 180. За бажанням, в цьому літаку можна було поставити висувні шасі, чим власне і скористалося велика кількість власників даних літаків в перші роки активної експлуатації даної моделі. Усього було виготовлено 161 літак в версії M20D в період з 1963 по 1966 роки.
У 1964 році була презентована нова версія M20E Super 21. Вона також була заснована на версії М20С але мала більш потужний 200-сильний (150 кВт) інжекторний двигун Lycoming. Того року, компанія продала 366 M20E.
У 1965 році була презентована нова система в літаку M20, що називалася «позитивне керування». Це був 6-осьовий автопілот компанії Brittan Industries. Дана система могла сама керувати положенням літака окрім випадків, коли був включений режим поворотів та нахилів. Ця функція неоднозначно була сприйнята пілотами — одна частина її полюбила а інша — ні. Виробництво та продажі M20 продовжили зростання. У 1966 році компанія відвантажила клієнтам 760 літаків (280 М20С, 473 М20E Super 21s). У новій моделі M20F Executive 21 було збільшено місце для ніг (10 дюймів або 25 см) завдяки збільшенню розміру кабіни. Це також дало можливість додати третє вікно на фюзеляжі. Літак міг нести 64 галони (240л) палива, що було трохи більшим ніж в попередніх моделях (52 галони або 200 л). Також зросла злітна вага літака на 165 фунтів (75 кг). Того року, компанія заробила більше ніж 1 мільйон доларів.
Нова модель літака M20G була презентована в 1968 році і мала менш потужний 180-сильний (130 кВт). Цей літак мав більший фюзеляж в порівнянні з M20C тому був більш повільним. Через ці особливості, дана модель була не дуже популярна, тому виготовлялался тільки 3 роки. Усього було виготовлено 189 літаків даної модифікації.
Незважаючи на хороші продажі, в компанії були постійні проблеми з ліквідністю, тому компанія оголосила себе банкротом і була спочатку викуплена American Electronics Laboratories а потім Butler Aviation International. Того року продажі впали майже вдвічі, але компанія змогла випустити нову модель M20E Chaparral. Дана модель мала електричні закрилки та шасі. Компанія Butler Aviation також купила компанію Aerostar, що також мала проблеми і об'єднала її з Mooney щоб врятувати обидві компанії. Назва Mooney перестала використовуватись в 1970 році для позначення літаків M20. Тепер усі літаки даної моделі почали називатися Aerostar.

### 1970-ті
Butler Aviation зачинила завод Mooney на початку 1971 року, який залишався зачиненим протягом більш ніж 2 роки. У жовтні 1973 року Mooney була куплена Republic Steel. Роберт Кумінг, генеральний менеджер компанії Republic Steel був власником літака Mooney M20F Executive багато років до купівля компанії і дуже часто його використовував для пересування, тому він був активним фанатом відновлення виробництва цих літаків. Відновлення виробництва почалося в січні 1974 року. Завод Mooney почав випускати відновлену модель M20F Executive. Новим директором із розробки став Roy LoPresti, який до того працював в Grumman Corporation. Завдяки його зусиллям, було зроблено низку покращень до конструкції літака, що дало збільшення швидкості. Нова модель літака M20J була презентована в липні 1976 року. Дана модель, більш відома серед фанатів даного літака як Mooney 201, тому-що він міг розвивати швидкість в 201 милю на годину (323 км/г) використовуючи 200 сильний двигун (150 кВт). Нова модель почала успішно продаватись, тому компанія вирішила презентувати тубовану версію M20. 1977-г року було презентовано 3 нових моделі: M20C Ranger, M20F Executive та M20J 201. В 1979 році припинилося виробництво моделі M20C закінчивші епоху маленьких фюзеляжів M20.
У 1979 році компанія вперше презентувала туро версію M20: M20K 231. Дана модель була названа на честь своєї швидкості (231 миль/год — 372 км/г). Дана модель базувалася на моделі 201 із певними допрацюваннями: літак отрима більший розмах крил та шестициліндровий двигун Continental, збільшений до 80 галонів (300 л) бак для палива. Того ж року компанія передала клієнтам 439 літаків. Це досягнення було трохи меншим за найбільш успішні 1960-ті роки але всеодно дало компанії можливість отримати хороший прибуток. Починаючи з цього періоду і до 1986 року компанія пропонувала користувачам тільки ці дві моделі літака.

### 1980-ті

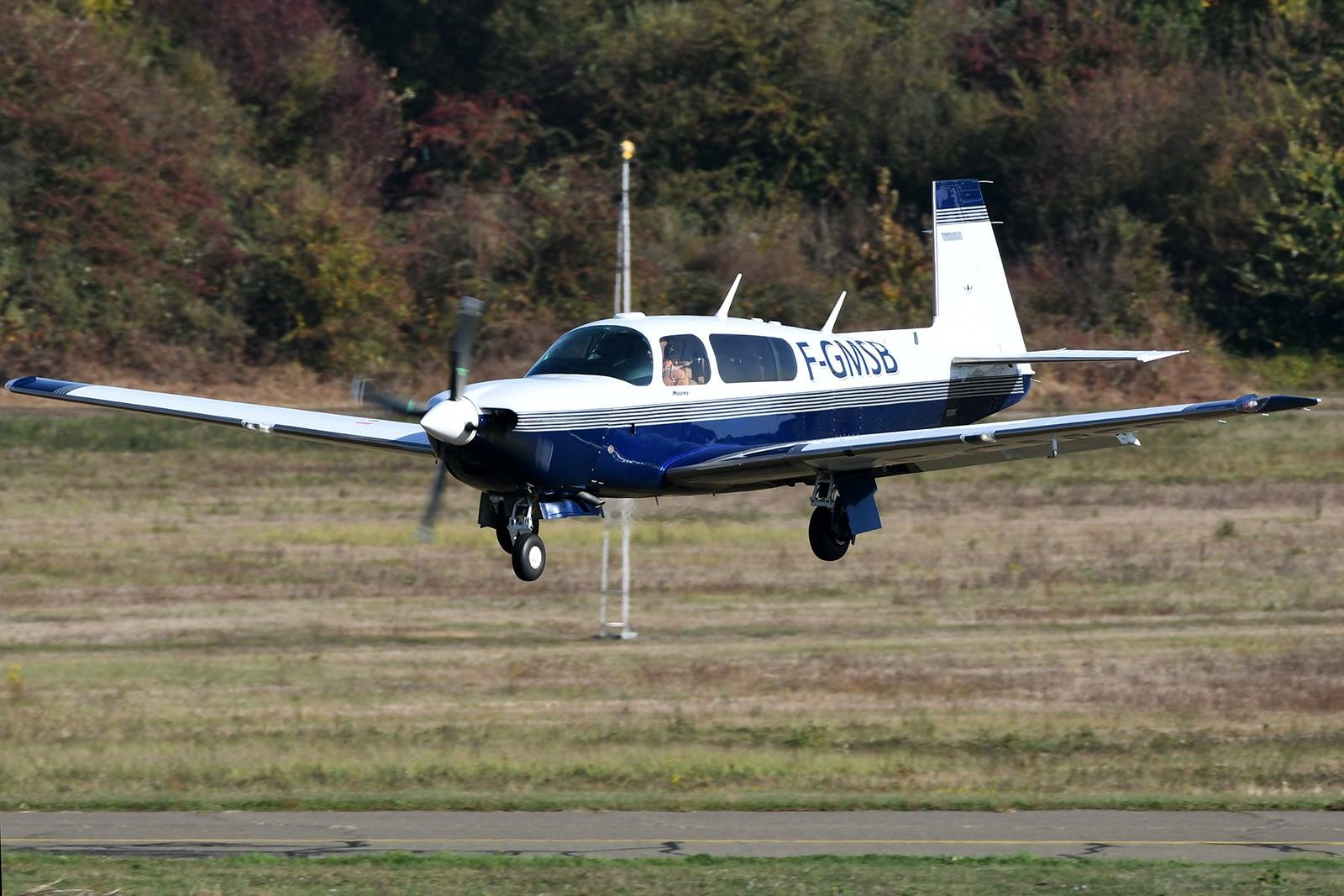
Mooney M20M Bravo

Ринок виробництва приватних літаків пережив стрімке падіння починаючи з 1982 року. Ця криза не оминула і компанію Mooney. Компанія була вимушена звільнити частину персоналу та зменшити об'єми виробництва. Незважаючи на рецесію, компанія змогла знайти ресурси для продовження досліджень і розрозбок нових моделей. Моделі 201 та 231 отримали безліч покращень на кшталт великого зменшення шумів в кабіні. В 1982 році кількість випущених літаків впала до 218 а роком пізніше і взагалі було випущено 154 літака. Повітряні сили США оголосили конкурс на розробку заміні тренувального літака Cessna T-41 Mescalero і компанія Mooney активна включилася до перегонів, готуючи свій варіант для конкурсу на основі моделі 231.
Доки компанія намагалася оговтатися від рецесії, Republic Steel була куплена компанією Ling-Temco-Vought. Таким чином компанія Mooney потрапила до рук Арманда Ріварда з Lake Aircraft та Alexandre Couvelair, дилера Mooney з Франції. Продажі літаків продовжували падати до 143 в 1984-му, а потім і взагалі до 99 в 1985-му.
Наступна модель M20K 252 побачила світ в на початку 1986 року. Вона мала максимальну швидкість в 252 милі на годину (406 км/г). Дана модель замінила собою 231 і досягла вищої швидкості за такої самої потужності (210 сил або 160 кВт). Також, нова модифікація отримала нову 28-вольтову електричну систему для живлення додаткового устаткування що допомагало старту двигуна в холодну погоду.
Двигун Continental TSI0-360-GB в 231-й моделі вимагав додаткового тренування навичок пілота для правильного зльоту і посадки літака в умовах жаркої погоди. Щоб спростити це, 251-ша модель отримала двигун TSIO-360-MB з інтеркулером. Скопіювавши пару нововведень до 201-ї моделі, компанія випустила наступну модифікацію 205 в 1987 році.

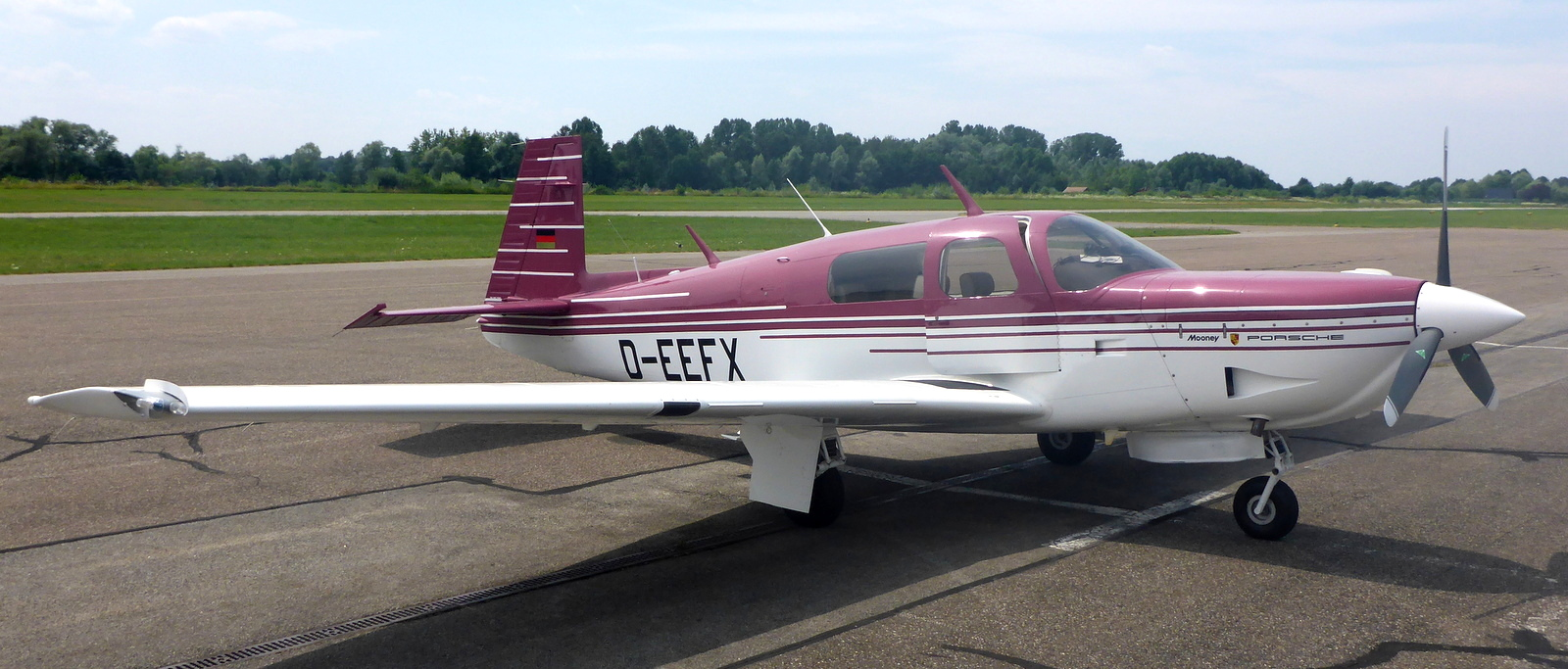
M20L з двигуном Porsche

1988 року була презентована наступна модель літака M20L PFM, оснащена двигуном Porsche PFM 3200. Дана модель двигуна розроблена на основі двигуна, що використовувався в автомобілі 911 Carrera. Дана модель мала швидкість 161 вузлів (298 км/год). Фюзеляж був подовжений до першої моделі довгого M20. Також в даній моделі була перероблена система керування потужністю, паливною сумішшю, та пропелером. Всі три системи були об'єднані в один прилад. Паливна суміш та швидкість обертання пропелера автоматично керувалися одним важелем. Виробництво даної унікальної моделі M20 протривало не довго — з 1988 по 1989 роки. Всього було вироблено 41 літак даної моделі. Більшість M20LS вже не використовує цей унікальний двигун, оскільки його підтримка була завершена 2005 року.
У лютому 1989 року була випущена наступна модель M20 — TLS (Turbocharged Lycoming Sabre). Дана модель була оснащена турбованим шестициліндровим двигуном Lycoming потужністю 270 кінских сил (200 кВт), що розвивається при швидкості обертання 2575 об/хв і мала трьохлопастний пропелер. Дана модель розвивала швидкість 230 миль/год. (370 км/год) і могла пролетіти 1060 миль (1710 км). Цей літак мав максимальну швидкість набору висоти 2380 футів (730 м) на хвилину. У перший рік було замовлено 30 літаків цієї моделі (всього цього року було замовлено 143 M20). У 1990 році кількість замовлень на дану модель зросла до 61 літака. Також в 1989-му компанія випустила тренувальну модифікацію M20J. Компанії Beech, Cessna, та Piper тимчасово не випускали тренувальні моделі свої літаків у 1980-х, тому модель 201АТ була розроблена для заповнення цієї ніші. Протягом 1989—1990 років було поставлено 20 літаків цієї моделі.

### 1990-ті
Наступна модель, яку випустила компанія Mooney була M20J 201, що також мала назву MSE. Дана модель була представлена в 1990 році (пару літаків було вироблено перед 1991 роком). Даний літак мав потужність в 200 сил (150 кВт) і атмосферний двигун. Модель увібрала в себе багато нововведень з TLS. На початку 1991 року компанія вирішила презентувати ринкові покращену модель тренувального літака (Enhanced Flight Screener Trainer), оскільки Повітряні Сили США не спішили з прийманням цього літака. Даний літак мав двигун Lycoming O-540 потужністю 260 сил (190 кВт) та був сертифікований для аеробатики, але покупці не почали активно ним цікавитися. Перевірена модель TLS випускалася до 1995 року, а її продовження MSE вироблялася до 1994 року доки не була замінена більш новою M20R Ovation. Таким чином, Mooney знову запропонувала ринку 2 моделі — щвидку (TLS) та ефективну.

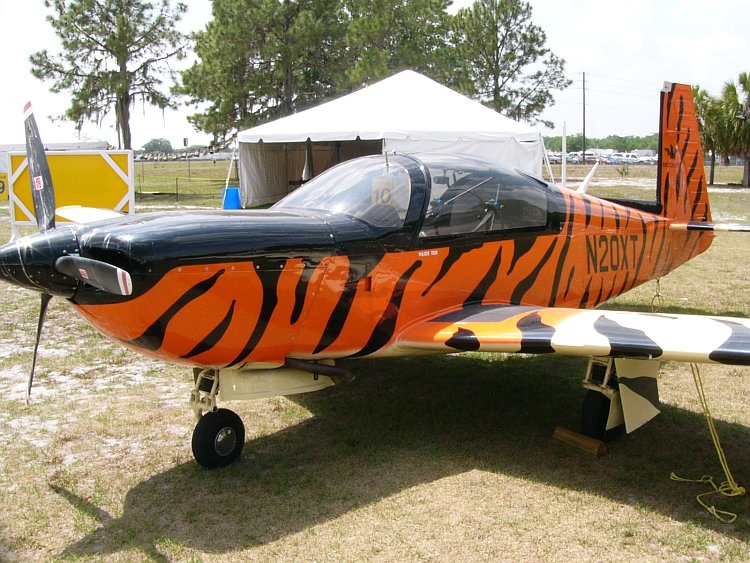
Mooney M20T Predator prototype, N20XT, on display at Sun 'n Fun 2006

Також 90-ті запам'яталися моделлю M20T Predator, базова модифікація M20 із парашутною системою та оснащена більш потужним двигуном Lycoming AEIO-540. Компанія Mooney розробила цю модель для участі в конкурсі на тренувальний літак, оголошений Повітряними Силами США. Це прототип також відомий, тим що був пофарбований у вигляді шкіри тигра. Єдиний прототип мав реєстраційний номер N20XT і досихпір належить компанії але його реєстрація закінчилася в 2013 році. Конкурс Повітряних Сил США завершився в 1992 році, але його виграв інший літак Slingsby T67 Firefly. Продажі нових літаків знов почали падати, досягши мінімуму в 64 літаки в 1993 році. Компанія продала всі свої приміщення в San Antonio і виробництво переїхало до міста Kerrville. Незважаючи на всі труднощі, компанія в 1994 році випустила модель M20R Ovation, що мала зайняти нішу між атмосферним MSE та турбованим TLS. Нова модель мала двигун Continental IO-550 потужністю 280 сил (210 кВт). З 91-го випущеного літака в 1995-му 54 були M20R Ovations. Дана модель була визнана найкращим одномоторним літаком за версію журналу Flyin'g Magazine.
Наступного року, компанія випустила покращену модель TLS з більш потужним двигуном Lycoming TIO-540-AF1B. Модель отримала маркування M20M але також найменувалась Bravo через позначку в маркуванні двигуна. Це покращення також було запропоноване всім користувачам моделей TLS, що мали двигун TIO-540-AF1A. Через деякий час, компанія почала пропонувати встановлення системи запобіганню обмерзанню типу TKS як для моделей Bravo так і Ovation. Також покращився інтер'єр літака та покращилось шумопоглинання.
У 1999 році була презентована наступна модель — M20S Eagle, що мала двигун Continental IO-550-G потужністю 244 сили (182 кВт). Продовження цієї моделі (Eagle 2) було випущене в 2001 році. Основним покращенням цієї моделі був базовий шкіряний салон. Eagle 2 також використовував такий самий 3-лопатний гвинт як в моделі M20R, що випускалася в 1994—1999 роках.

### 2000-ні
У 2006-му була випущена модель M20TN Acclaim, оснащена двигуном Continental TSI0-550-G з подвійною турбіною та двома інтеркулерами. Модифікація Acclaim замінила собою M20M Bravo в продуктовій лінійці.
Компанія знову почала переживати кризу через підвищення цін на паливо в 2008му році. Спочатку було звільнено 60 робітників, а в листопаді повністю зупинити виробництво літаків. В липні 2008-го, компанія підписала меморандум з компанією Rolls Royce про розробку нової модифікації M20 що мала мати турбований двигун Rolls-Royce RR500 TP. Проект був анонсований як спільне маркетингове дослідження або «оглядовий проект» але так і не був втілений у життя.

### 2010-ні
Компанія і далі переживала неприємності і була вимушена далі звільняти робітників наприкінці 2010го. Ціллю компанії було мати не більше 10 робітників на початку 2011 року для підтримки існуючих літаків і постачанні запчастин доки компанія шукала фінансування для розвитку. Пошуки закінчилися в 2013 році, коли інвестор із Китаю розблокував виробництво літаків. Виробництво нових літаків відновилося на початку 2014 року. Також в цьому році були анонсовані нові моделі M10T та M10J що мали мати дизельний двигун Continental.
Дві нові моделі були презентовані в 2016-му: M20U Ovation Ultra та M20V Acclaim Ultra. M20U базувалася на моделі M20R і вперше полетіла в небо 4 червня 2016 року. Це був перший M20 що мав двері зі сторони пілота. Також ця модель вперше отримала композитну передню частину фюзеляжу, що замінила собою алюмінієву. Ті ж самі нововведення мав і M20V що був продовженням моделі M20TN Acclaim.
Але компанія знову була вимушена зачинитися і звільнити всіх працівників у жовтні 2019 року.

### Дизайн
За винятком перших моделей літака, котрі мали дерев'яні крила та хвіст, літак є повністю металевим. Усі моделі літака є низькопланами з крилами з алюмінію. Закрилки покривають приблизно 70 % довжини заднього краю крила. Перші моделі літака мали закрилки, що керувалися вручну за допомогою гідравлічної помпи. Пізні моделі вже мали електричний привід. Передня частина фюзеляжу побудована на основі стального каркасу, обтягнутого алюмінієвими листами. Кормова частина виконана в формі напівмонокок. У багатьох місцях фюзеляжу конструктори передбачили багато заклепок для зменшення перетягування і більш стабільної конструкції літака.
Шасі літака вироблене із загартованого хром-молібдеваного сплаву сталі. Головне шасі змонтоване на лонжероні крила а носове шасі — на трубоподібному каркасі фюзеляжу. Для амортизації використовується набір резинових дисків. Усі моделі окрім M20D мали висувні шасі. Усі моделі з висувним шасі мали однаковий принцип роботи — носове шасі піднімалося назад а головне — всередину. Перші моделі мали ручний механізм піднімання та опускання шасі. Дана ручна система керування шасі була розташована під регулятором потужності двигуна і називалася «Ручка Джонсона» на честь аналогічної ручки в локомотивах поїзда. Пілот мав опускати дану ручку до підлоги і кріпити її замком. Дана назва була пов'язана з тим, що Ал Муні (засновник компанії) в юності працював на залізниці. Електричне шасі з'явилося в моделях M20 в 1969 році.
Бізнес-джет Mooney M20U прекрасно підходить для здійснення приватних перельотів, підвищеного комфорту. Дана модель активно використовується при перельотах з України та Європи. Головною її перевагою є високий рівень комфорту, надійності та безпеки. Літак прекрасно підійде для польоту на відпочинок, бізнес рейсу або групових перельотів.